# Christina DJ
Christina DJ est une chanteuse de Côte d'Ivoire apparue dans la deuxième vague du coupé-décalé. L'une des rares femmes D.J. Elle a l'habitude de chanter avec des stars du football africain (certains chantent d'autres apparaissent juste dans les clips) tels que : Didier Drogba, Emmanuel Eboué, Daniel Cousin, Kolo Touré, Didier Zokora, Yaya Touré, etc.

## Discographie
- Sagesse 2005